# 혁련씨
혁련씨(중국어 정체자: 赫連氏, 병음: Hèlián)는 고대 중국 시기에 북아시아에 존재했던 유목제국 흉노의 성씨 가운데 하나이다. 

## 유래
혁련씨의 유래는 뚜렷하다. 이들은 남흉노(南匈奴)의 도각종(屠各種) 씨족으로부터 분리한 철불흉노(鐵弗匈奴) 출신으로 하(夏)를 세운 혁련발발이 시조이다. 혁련발발은 원래 유씨(劉氏)로 흉노 우현왕(右賢王) 거비(去卑)의 후손이었으며 봉상(鳳翔) 원년(413년)에 유씨에서 혁련으로 고쳤다. 
「혁련」(赫連)이라는 단어는 천자가 「휘혁(徽赫)하여(아름답게 빛나서) 하늘에 닿았다」(是爲徽赫實與天連)라는 데에서 비롯된 것이라고 여겨진다.
혁련발발의 하 왕조는 오래 이어지지 못하였으나, 혁련 성씨를 가진 인물들은 하 왕조가 멸망한 뒤에도 몇 명이나 문헌에 기록된다. 
당대(唐代)에 이르러 흉노와는 관계없는 인물도 등장하였는데, 만당(晩唐) 시기 장포(漳浦, 푸젠 성)에 혁련도(赫連韜)라는 인물이 있었다고 전한다.
고려 시대에도 혁련씨 성을 가진 인물이 존재하였다. 문종~예종 연간의 진사로 균여의 전기를 지은 인물의 이름은 혁련정(赫連挺)이다. 

## 저명한 인물
- 혁련발발(赫連勃勃) - 오호 십육국(五胡十六国) 하 왕조를 세웠으며, 혁련씨의 시조이다.
- 혁련창(赫連昌) - 하의 제2대 황제로 혁련발발의 아들이다.
- 혁련정(赫連定) - 하의 제3대 황제로 혁련창의 동생이다.
- 황후 혁련씨 - 북위(北魏) 태무제(太武帝)의 황후로 혁련발발의 딸이다.
- 혁련자쾌(赫連子悦) - 북위 ・ 동위(東魏) ・ 북제(北斉)의 정치가이다.
- 혁련달(赫連達) - 서위(西魏) ・ 북주(北周)의 군인이다.
- 혁련탁(赫連鐸) - 당 말기 토욕혼(吐谷渾)의 군인으로 이극용(李克用)에게 살해되었다.